# 堪察加灣
堪察加灣（Камчатский залив）是俄羅斯的海灣，位於堪察加半島東部的白令海，長148公里、寬74公里，最大深度2,000米，北岸港口有烏斯季堪察茨克，堪察加河經該海灣注入太平洋。